# جين روبرت
جين روبرت (بالفرنسية: Jeanne Robert)‏ هي مؤرخة فرنسية، ولدت في 31 ديسمبر 1910، وتوفيت في 30 يناير 2002.